# Gastronomia dels Ports
La cuina dels Ports tracta sobre el menjar i les begudes típics de la gastronomia d'aquesta comarca.
Els Ports és una comarca d'interior que corre des del sud geogràfic del massís dels Ports fins al pic d'Ares en una sèrie de serres altes sense cap depressió significant. El seu paisatge és aspre, amb l'ocasional bosc de roures on trobar caça i aviram, regat per dos rius de poc cabal. La zona muntanyenca del Maestrat l'envolta a l'oest, al sud i a l'est; junts el Maestrat i els Ports conformen unes terres amb una cuina marcadament d'interior, a la cruïlla entre la cuina aragonesa i catalana de muntanya. Destaca l'ús d'ingredients molt atípics de la cuina mediterrània com el bou i la trufa. Altres plats són ben típics de la cuina catalana – com els caragols - i sobten que alguns d'ells són plats més aviat mediterranis i poc habituals a l'interior, com ara el flaó. Per descomptat la cuina dels Ports es basa en els productes típics de la muntanya, com són la caça, carn, bolets, aviram i formatge.
A continuació es detallen els elements més destacables de la gastronomia d'aquesta comarca:

## Dolços
Als Ports el mató és anomenat "collà" i són unes postres típiques. Un dolç que estranya per ser més relacionat amb l'Empordà i Eivissa que amb l'interior és el flaó, un pastisset farcit de brull i ametlla picada.

## La coca
La recepta més típica per a la coca als Ports, com a moltes comarques de muntanya, és la coca amb xulla.

## Carns, aviram i embotits
La carn és emprada en molts plats i productes, com la vedella a la morellana, la carn de bou metxà (és a dir farcida), i el pernil, cecina i embotits locals. Les carns més habituals són el porc i el xai. L'aviram és ben present en plats com la perdiu en escabetx i la gallina trufada, aquest darrer típic també del Maestrat aragonés. La caça mentrestant inclou el conill en molts plats, per exemple amb els caragols.

## "Vaquetes"
Les ‘'vaquetes són una especialitat local que a Morella o la Balma de Sorita se serveixen amb conill o xai. Es tracten de caragols blancs que es maten submergint-los en oli bullent. Després s'hi afegeixen alls picolats i aigua i es cou. Aquest plat pot acompanyar-se amb faves ofegades, és a dir faves immerses en oli i fregides.

## Altres plats típics
- Croquetes morellanes.[1]
- Sopa de flam.[1]
- Pilota de Nadal: carn picolada, pa ratllat i formatge.[1]
- Sopa morellana amb bunyols.[1]

## Ingredients bàsics
- Bolets: trufa, rovelló i esclata-sang[1]
- Carns: xai, porc, bou[1]
- Verdures: fava[3]
- Greixos: llet, cansalada[1]
- Aviram:gallina, perdiu[1]
- D'altres: conill, ametlla, caragol[1]